# Waltzing
Ne doit pas être confondu avec Walzin.
Pour les articles homonymes, voir Waltzing Matilda et Jean-Pierre Waltzing.
Waltzing [val.sɛ̃] (Walzéng en luxembourgeois, Walzingen/Waltzingen en allemand) est un village belge de la ville d’Arlon en province de Luxembourg et Région wallonne. Avant la fusion des communes de 1977, il appartenait à la commune de Bonnert.
Il est situé à un kilomètre à l’est de la ville d’Arlon, avec laquelle il forme d'ailleurs un continuum bâti, sur le versant ouest de la vallée de l’Eisch et est enserré dans le triangle compris entre les routes Arlon-Mersch et Arlon-Luxembourg.

## Étymologie
Les plus anciennes mentions du nom du village remontent au XIIIe siècle, époque à laquelle l'orthographe était Waltzingen, ou Valsenges en roman. Ce nom est patronymique et dérive du nom propre germanique Walso.[réf. souhaitée] Walsenges en 1253, Waltzingen en 1468.

## Démographie
Waltzing compte 1 562 habitants au 31 décembre 2012.

## Église Saint-Bernard
Au centre du village, l'église Saint-Bernard, datant de 1890, fut construite en lieu et place de l'ancienne église qui datait de 1670. L'église possède une statue de saint Bernard de Clairvaux en bois (provenant de l'ancienne abbaye de Clairefontaine), une statue de saint Mathias de Trèves en bois (ancien patron de la paroisse), ainsi qu'un maître-autel et deux chapelles néogothiques en bois sculpté avec peintures dorées remarquables, l'une dédiée à la Sainte Vierge, l'autre à saint Bernard. La cuve baptismale en pierre de France provient de l'église Saint-Donat d'Arlon et fut donnée à la paroisse par le curé après le concile Vatican II.[réf. souhaitée]
Le parvis, récemment rénové, présente un calvaire représentant saint Lambert. D’autres calvaires peuvent être admirés dans le village, à la rue du Ponceau et à la rue du Calvaire.
Le cimetière du village fut construit en 1845.

## Chapelles
La paroisse Saint-Bernard de Waltzing comporte également trois chapelles :
- celle de la rue du Rhin fut érigée en souvenir des morts des deux guerres mondiales ;
- celle de la rue du Lingenthal est une chapelle reposoir consacrée au saint Curé d’Ars[3] ;
- celle du lieu-dit du Lingenthal est dédiée à la Vierge Marie.

Ces chapelles servent chaque année de reposoirs lors de la procession de la Fête-Dieu de la paroisse, rétablie en 2007.
- La chapelle Rentert, située en territoire belge mais en bordure de la frontière belgo-luxembourgeoise, ne relève pas de la paroisse de Waltzing, mais de la paroisse d’Eischen, au Grand-Duché de Luxembourg.

## Autres lieux
Le village comporte une école maternelle et une école primaire communales. On dénombre également des terrains de football et de tennis et une salle paroissiale dédiée à saint Bernard, patron de la paroisse.

## Personnalité
Le vice-amiral aviateur chevalier André Schlim, né à Waltzing le 7 février 1926 et mort à Bruges le 9 août 1999, eut une conduite héroïque lors de la Seconde Guerre mondiale et fut désigné en 1980 comme chef d'état-major de la Force navale belge.
Le joueur de football belge professionnel évoluant actuellement à FulHam FC (2024), Timothy Castagne, a vécu dans ce village et a  joui d’un entraînement complet et fastidieux au grand club qu’est l’U.S Waltzing